# Idioma chitimacha
El chitimacha es una lengua indígena americana hablada por los chitimacha, una etnia originaria de Luisiana (Estados Unidos). La lengua se exitinguió en la década de 1940 cuando su última hablante fluente, Delphin Duchloux murió. Desde el punto de vista filogenético se clasifica como una lengua aislada, ya que no ha podido ser relacionado con ninguna otra lengua de la región. Aunque recientemente (2014), se ha propuesto que podría estar emparentado con las lenguas totozoquenas de México
Aunque el chitimacha ya no es una lengua viva, está extensamente documentada gracias al trabajo de lingüistas como Morris Swadesh y  John R. Swanton que trabajaron con los chitimacha a principios de siglo XX, aunque gran parte del material permanece inédito. Swadesh escribió una gramática completa y un diccionario y compiló numerosos textos de los dos últimos hablantes, aunque ninguno de estos trabajos ha sido publicado.
Actualmente existen esfuerzos de revitalización que tratan de enseñar la lengua chitimacha a una nueva generación de chitimachas.

## Comparación léxica
La siguiente tabla muestra los numerales en algunas lenguas indígenas norteamericanas:
| GLOSA | Atákapa Occidental[6]  | Atákapa Oriental[7] | Natchez[8]   | Chitimacha[9][10] | Tónkawa[11] | Karankawa[12] |
| ----- | ---------------------- | ------------------- | ------------ | ----------------- | ----------- | ------------- |
| '1'   | tanuʔk                 | hannik              | wītã         | (h)unku           | weˑʔls      | nā́tsa         |
| '2'   | tsīk                   | hapalšt             | āwiti        | (h)upa            | ketay       | haíkia        |
| '3'   | lāt                    |                     | nēti         | kahitie           | metis       | kaxáyi        |
| '4'   | himatoʔl               | tets                | kinawīti     | me(če)čant        | sikit       | hayo          |
| '5'   | nīt                    |                     | išpīti       | hussa             | kaskʷa      | nā́tsa         |
| '6'   | lāt tsīk               |                     | lāhanaʔoχ    | hatẽka            |             | haíkia, háyo  |
| '7'   | paχ(e)                 | paighu              | anʔkwa       | mīčeta            |             | haíkia, nā́tsa |
| '8'   | himatoʔl tsīk          |                     | apkatūpiš    | kweta             |             | haíkia        |
| '9'   | wōš išōlan / tegghuiau |                     | witipkatūpiš | kwičeta           |             | haíkia        |
| '10'  | wōš / heissign         |                     | ōkō          | heihetie          |             | hábe          |
Los términos del karankawa fueron recopilados por A. S. Gatschet a partir de lo que recordaban hacia finales de 1880 algunos ancianos, entre ellos Alice Oliver, que sólo recordaban palabras y no estaban seguros de los significados, de ahí las inconsistencias en la lista.